# Johannes Dede
Johannes Dede, auch Hans Dede (* 21. September 1900 in Hamburg; † 10. Januar 1991 auf den Galapagosinseln, Ecuador) war ein deutscher Honorarkonsul auf Mallorca.

## Leben
Er wurde als Sohn eines Kaufmanns in Hamburg geboren. Dede war als Angestellter in einem Reisebüro auf Mallorca tätig. Er wird als sprachbegabt und zunächst politisch links stehend beschrieben. Beruflich machte er eine Karriere bei der deutsch-spanischen Reiseagentur Baquera, Kusche & Martin, bei der er sich zum Leiter der Niederlassung Palma hoch arbeitete. 1932 übernahm Dede zunächst kommissarisch die Funktion als deutscher Honorarkonsul in Palma de Mallorca auf der spanischen Mittelmeerinsel Mallorca. Sein Vorgänger war der Ende 1931 verstorbene Alfred Müller. Im Juni 1933 übernahm er die Funktion auch offiziell. Er veränderte auch seine politische Ausrichtung und trat zum 1. Februar 1934 der NSDAP bei (Mitgliedsnummer 3.402.439). Der deutsche in Sóller ansässige Kaufmann Paul Esch-Hörle übernahm hin und wieder die Vertretung Dedes.
Konsul Dede wirkte in seinem Amt an der Gleichschaltung der auf Mallorca lebenden Deutschen im Sinne der nationalsozialistischen Regierung mit. So organisierte er Feiern anlässlich der Ernennung Adolf Hitlers und zum 1. Mai am Strand von Portals Nous. Er sorgte dafür, dass die Deutsche Schule der Insel im Sinne der Nationalsozialisten agierte. Die Lehrer und auch die Bibliothek waren linientreu. Dede organisierte auch Sammlungen für das Winterhilfswerk. Zur nur als Scheinwahl durchgeführten Reichstagswahl im Deutschen Reich 1936 organisierte Dede die Teilnahme der deutschen Staatsbürger auf Mallorca. Sie wurden mit drei Motorbooten auf die vor Palma de Mallorca liegende Tanganjika gebracht, wo die Stimmabgabe erfolgte. Ob er sich zu einem gefährlichen Verfolger der sich auf Mallorca aufhaltenden Antifaschisten entwickelte, ist umstritten. Zum Teil wird er als einer der größten Verbrecher in Auslandsdeutschland beschrieben, andere stellen ihn als Opportunisten dar.
Dede hatte Kontakt zum deutschen Schriftsteller Albert Vigoleis Thelen, der sich auf Mallorca im Exil aufhielt. Er versuchte ihn für das Dritte Reich zu begeistern, was Thelen jedoch zurückwies. Zwischen beiden bestand dann eine politische Feindschaft. Dede ließ Thelen bespitzeln. Allerdings vermittelte Dede Thelen trotzdem immer wieder Aufträge als Fremdenführer und verschaffte ihm, obwohl er auf einer schwarzen Liste der Nationalsozialisten und Falangisten stand, ein 48 Stunden gültiges Ausreisevisum.
Zu Dedes Aufgaben gehörten auch Auskünfte an die deutsche nationalsozialistische Regierung über die Aktivitäten deutscher Exilanten auf Mallorca. So wurde er angefragt, ob Harry Graf Kessler sich „deutschfeindlich“ verhalte, worauf Dede wahrheitsgemäß mitteilte, dass Kessler nicht in Erscheinung trete. Bericht zu erstatten hatte er auch über die Auftritte Hermann Graf Keyserlings in Palma de Mallorca.
Dienstlich hatte Dede auch mit dem Pazifisten Heinz Kraschutzki zu tun. Der von den Nationalsozialisten zwangsausgebürgerte Kraschutzki forderte Dede auf, ihm die Entnationalisierung amtlich zu bestätigen.
Er wirkte an Abschiebungen von Juden nach Übersee, also in Gebiete außerhalb Deutschlands mit, soweit die Personen sich nicht kritisch zu Adolf Hitler äußerten. Es ist überliefert, dass er half, die Einziehung der Söhne des aus Deutschland geflohenen Konrad Liesegang in die Wehrmacht zu verhindern.
In einem Spitzelbericht über Dede aus dem Jahr 1939 wird eingeschätzt, dass Dede anfangs bestimmte, vor allem jüdische, Emigranten, protegierte, sich dies dann jedoch geändert habe.
Betroffene Antifaschisten schilderten Dede später als jemanden, der Antifaschisten den spanischen Militärbehörden auslieferte und Deutsche mit Unwahrheiten verleitete nach Deutschland auszureisen, wo sie vor Gericht gestellt oder in Konzentrationslager kamen. Er habe Spaß daran gehabt, Emigranten das Leben so schwer wie möglich zu machen. Dede habe denunziert und ihr Eigentum durch den Zoll beschlagnahmen lassen. Er habe sich gern als Herr über Leben und Tod aufgespielt. Außerdem habe er Agenten der Gestapo die Einreise und das Treffen von Flüchtlingen ermöglicht.
1936 begann der Spanische Bürgerkrieg, der auch zu Kampfhandlungen auf Mallorca führte. Dede empfahl allen deutschen Staatsbürgern die Insel zu verlassen. Durch die insgesamt veränderte politische Situation ging die Zahl der auf Mallorca vom Konsul zu betreuenden Deutschen von 3.000 im Jahr 1933 auf ungefähr 80 im Jahr 1942 zurück.
Seit 1932 bestand eine Ortsgruppe der NSDAP in Palma de Mallorca. Ab 1936 gab es tiefgreifende persönliche Zerwürfnisse zwischen der Ortsgruppe und dem Konsulat. Der Leiter der Ortsgruppe Adler, der zugleich auch Leiter der Deutschen Schule war, hatte den Schulvorstand abgesetzt, ohne Dede einzubeziehen. Vorsitzender des Schulvorstandes war Paul Esch-Hörle, mit dem Dede befreundet war. Es entstand ein langwieriger, erbittert ausgetragener Streit zwischen Dede und vor allem dem Stellvertreter Adlers, Walter Rup, der später Ortsgruppenleiter wurde. Der Streit führte bis zu einem Parteiverfahren gegen Dede. Er blieb jedoch bis 1945 Konsul.
Zehn Stunden vor Ende des Zweiten Weltkriegs in Europa versiegelten drei spanische Polizisten am 8. Mai 1945 bei Anwesenheit Dedes den Amtsraum des deutschen Konsulats in der Plaça Cort 5 in Palma de Mallorca. Die auf der gleichen Etage liegenden Räume der Reiseagentur waren davon nicht betroffen. Dede händigte den Polizisten eine Pistole aus. Die Waffe stammte nach Dedes Angaben von einem deutschen Piloten der Legion Condor, der tot an einem Strand Mallorcas aufgefunden worden war. Erst 1959 wurde wieder ein deutsches Konsulat in Palma de Mallorca eröffnet.
Dede lebte zunächst weiter auf Mallorca. Zumindest für 1946 ist seine Anwesenheit in Palma de Mallorca belegt. Wohl auch in den 1950er Jahren hielt er sich auf Mallorca und in Valencia auf. Er besaß ein Haus in Son Ferriol in der Nähe Palma de Mallorcas. Noch 1970 soll er in Palma de Mallorca in einer Landwirtschaftskooperative als Personalchef tätig gewesen sein. Er zog dann zu seiner mallorquinischen Adoptivtochter Catalina auf die zu Ecuador gehörenden Galapagosinseln. Dort verstarb er 1991.